# 小森由貴
小森 由貴（こもり よしたか、1987年3月27日 - ）は、神奈川県横浜市出身で中華民国に帰化したサッカー選手。台湾代表。ポジションはMF。

## クラブ歴
横浜スポーツ&カルチャークラブのジュニアユース、ユースに在籍し、2004年には背番号33番としてトップチームにも登録された。その後、JAPANサッカーカレッジに在籍した。
2007年にSリーグのアルビレックス新潟シンガポールに加入。その後、FC京都BAMB1993を経てアルビレックス新潟シンガポールに再加入した。
2010年にはタイ・プレミアリーグのオーソットサパー・サラブリーFCに在籍した。
その後は帰国したが、実家が米菓を作っており、台湾に工場を有していた事から、台湾に渡った。ここで現地日本人向けのサッカースクールとして台中Futuroを立ち上げた。その傍らで国立台湾体育運動大学でサッカーを続けた。2018年に台中Futuroがトップチームを設立、翌年から台湾社会人甲級サッカーリーグに参戦すると選手兼代表として自身も所属した。

## 代表歴
中華民国居住5年を経て同国に帰化した。2021年6月3日に行われた2022 FIFAワールドカップ・アジア2次予選・ネパール代表戦で代表初出場を記録した。